# ExploreZip
ExploreZip, također znan i kao I-Worm.ZippedFiles, je destruktivni računalni crv koji napada računala koja rade pod operativnim sustavom Microsoft Windows (Windows 2000, Windows 95, Windows 98, Windows Me, Windows NT, Windows XP) rabeći naivnost korisnika koji otvaraju izvršne datoteke (COM ili EXE) dobivene elektroničkom poštom koje nisu sami zatražili. Prvi put je otkriven u Izraelu 6. lipnja 1999.

## Tekst e-maila
E-mail s virusom je sadržavao riječi:
Hi <primateljevo korisničko ime>!
I have received your email and I shall send you a reply ASAP. Till then take a look at the attached zipped docs.
Bye, 
<primateljevo korisničko ime>
ili
sincerely
<primateljevo korisničko ime>

## Djelovanje virusa
E-mail sadrži privitak (datoteku) imena ZIPPED_FILES.EXE. Ako korisnik otvori ovu datoteku, pojavljuje se dijaloški okvir Windowsa nalik onome koji se normalno prikazuje prilikom otvaranja koruptirane Zip arhive. Crv pritom sebe kopira u tvrdi disk korisnika računala. Mijenja datoteku WIN.INI (Windows 9x) ili Windowsow registry (Windows NT).
ExploreZip traži postoji li na korisnikovom računalu kopija Microsoft Outlooka kako bi poslao svoj e-mail ostalim korisnicima koji se nalaze u adresaru žrtve zaraženog računala. Također uništava Microsoft Office dokumente te C i C++ datoteke izvornog koda zamjenjujući ih s datotekama od nula bajtova.